# Intrús a bord
"Intrús a bord" (títol original en anglès "Turnabout Intruder") és el vint-i-quatrè i últim episodi de la tercera temporada de la sèrie de televisió de ciència-ficció estatunidenca Star Trek. Escrit per Arthur H. Singer (basat en una història de Gene Roddenberry) i dirigit per Herb Wallerstein, es va emetre per primera vegada el 3 de juny de 1969.
A l'episodi, una dona canvia de cossos amb el capità Kirk i després intenta fer-se càrrec de l’Enterprise.
Originalment programat per a l'emissió a les 22:00 del divendres 28 de març de 1969, NBC es va avançar amb un informe especial sobre l'antic president dels Estats Units Dwight D. Eisenhower, que havia mort aquell dia. El 3 de juny de L'any 1969, després d'una absència de dos mesos, Star Trek va tornar a una nova nit i hora: els dimarts a les 19:30. "Intrús a bord" va ser l'únic episodi de primera tirada que es va mostrar en aquesta nova franja horària.
Aquest va ser l'últim episodi original de Star Trek que es va emetre a la NBC.

## Argument
La nau estel·lar de la Federació Enterprise respon una crida de socors del planeta Camus II, el lloc d’una expedició arqueològica. Entre els supervivents hi ha la doctora Janice Lester, amb qui el Capità Kirk va estar íntimament implicat, i el metge de l'expedició, el doctor Arthur Coleman. Coleman afirma que Lester pateix una exposició a la radiació.
Mentre Lester i Kirk estan sols, recorden el seu temps junts a l'Acadèmia de la Flota Estelar. Lester culpa el sexisme dins de la Flota Estelar pel seu fracàs per convertir-se en capità. Quan Kirk explora l'habitació, activa una màquina alienígena que l’atrapa i el paralitza. Aleshores entra a la pròpia màquina i la màquina canvia la seva entitat vital. El nou "Kirk" declara que prendrà el comandament de l'Enterprise i comença a estrangular a "Lester", però el retorn de Spock i McCoy l'interrompen.
De tornada al vaixell, després de les protestes de McCoy, "Kirk" dóna al Dr. Coleman plena autoritat per al tractament de "Lester" i es revela que Lester i Coleman van conspirar per matar el personal de l'expedició.
Spock sospita quan "Kirk" ordena un canvi de rumb a la Colònia Benecia per deixar "Lester" per rebre atenció mèdica, malgrat que les instal·lacions mèdiques de la Benecia són relativament primitives, i que interferiria innecessàriament amb la seva missió actual. McCoy invoca la seva autoritat per ordenar un examen mèdic del capità, inclosa una prova de personalitat.
"Lester" recupera la consciència i demana ajuda a Spock i McCoy. "Kirk" torna a perdre el coneixement i ordena que el posin aïllat. Spock entrevista "Lester" i és una mica escèptic amb la seva història. "Lester" suggereix que utilitza les seves habilitats telepàtiques per conèixer la veritat, i està convençut.
Spock intenta alliberar "Lester", però és aturat per un equip de seguretat liderat per l'impostor Kirk, que acusa Spock de motí i ordena una cort marcial. Un cop a judici, Spock argumenta que el capità Kirk és realment al cos de la Dra. Lester. "Kirk" suggereix que l'objectiu real de Spock és prendre el comandament ell mateix i s'ofereix a deixar els càrrecs si Spock desisteix. Spock es nega, i "Kirk" esclata en una ràbia histèrica.
Sorprès pel comportament de Kirk, McCoy i l'enginyer en cap Scott confereixen en secret al passadís. Scott creu que si Spock és absolt, el "capità" no deixarà que la decisió es mantingui, per la qual cosa caldrà amotinar-se. "Kirk", després de controlar la seva conversa, declara McCoy, Scott, Spock i "Lester" culpables de motí i condemnats a mort.
Al pont, Chekov i Sulu, havent presenciat el judici, decideixen resistir-se al "capità" i es neguen a obeir les seves ordres. Acusant-los en veu alta de motí, "Kirk" cau a la seva cadira, i una imatge de Lester emergeix del seu cos, només per tornar de nou. "Kirk" corre cap a Coleman, que li diu que la transferència s'està invertint, i que Kirk, al cos de Lester, ha de morir per evitar-ho. Els dos marxen a la cel·la i pretenen injectar a "Lester" una substància tòxica. "Lester" es resisteix, i la inversió ara es completa. En adonar-se que ha perdut el seu triple intent de matar Kirk, destruir el seu gènere femení i obtenir l'habilitat de comandar una nau estel·lar, pateix una crisi mental completa; l'histèrica Lester demana a Coleman que mati Kirk. Aleshores, Coleman demana a Kirk que li permeti cuidar-la. Coleman i Lester són escortats a la infermeria. Kirk, Spock i Scotty es dirigeixen al pont i l' "Enterprise" segueix la seva missió.

## Doblatge al català
L’episodi va ser doblat al català pels estudis Tecni-3 (primera part) i Diálogo (segona part) i emés a TV3 l’any 1989.
| Personatge                     | Actor/actriu     | Veu en català                      |
| ------------------------------ | ---------------- | ---------------------------------- |
| James T. Kirk                  | William Shatner  | Jordi Boixaderas                   |
| Spock                          | Leonard Nimoy    | Isidre Sola i Llop                 |
| Leonard McCoy                  | DeForest Kelley  | Eduard Lluís Muntada               |
| Montgomery Scott 'Scotty'      | James Doohan     | Joan Carles Gustems Domènec Farell |
| Hikaru Sulu                    | George Takei     | Jaume Nadal Enric Cusí             |
| Pavel Chekov                   | Walter Koenig    | Quim Roca Pep Madern               |
| Christine Chapel               | Majel Barrett    | Ana Maria Mauri Rosa Gavin         |
| Janice Lester                  | Sandra Smith     | Maria Lluïsa Magaña                |
| Arthur Coleman                 | Harry Landers    | Enric Arquimbau                    |
| Oficial de Comunicacions ºLisa | Barbara Baldavin | Maribel de Soto                    |

## Producció
"Intrús a bord" no sols va marcar l'aparició final de tots els membres del repartiment principals i secundaris del programa, sinó també la darrera aparició dels actors habituals David L. Ross (Tinent Galloway), William Blackburn (Tinent Hadley i substitut de DeForest Kelley), i Roger Holloway (Tinent Lemli i substitut de James Doohan). Blackburn havia aparegut en més episodis que els membres del repartiment George Takei i Walter Koenig, i les aparicions d'Holloway van ser només dos episodis menys que Koenig. Ross havia estat un actor de fons des de la primera temporada.
Nichelle Nichols (la tinent Uhura) va estar absent d'aquest episodi. El càrrec d'oficial de comunicacions va ser interpretat per Barbara Baldavin, que abans havia aparegut en dos episodis de la primera temporada del programa, "L'equilibri del terror" i "Permís a terra".
Tal com es va assenyalar al llibre de 1975 Star Trek Lives! del coautor Joan Winston, William Shatner estava malalt de grip durant el rodatge de l'episodi (Winston va estar al plató durant sis dies de rodatge).
El rodatge de l'episodi es va completar el 9 de gener de 1969 després d'haver superat l'horari d'un dia; uns dies abans, la tripulació havia estat notificada de la cancel·lació de l'espectacle. L'episodi es va emetre als Estats Units el 3 de juny de 1969.

## Recepció
L'episodi va obtenir una qualificació de Nielsen de només 8,8, en contrast amb els programes rivals Lancer a CBS i The Mod Squad a ABC, que va obtenir puntuació de 14,7 i 15,2 respectivament, una caiguda de més del cinquanta per cent des de l'estrena del programa.
La teòrica cultural Cassandra Amesley afirma que aquest episodi està "acordat com un dels pitjors episodis de Star Trek mai mostrats" pels fans de Star Trek.
David Greven té una visió més positiva de l'episodi, fins i tot es refereix a ell com a "movedor". L'anomena l’"infame darrer episodi" de la sèrie original, en part per l'actuació «camp» de Shatner quan es presenta com una dona en el cos d'un home, però també per la premissa masclista que "el desig de poder femení era un clar signe de bogeria."
El 2016, CNET va classificar aquest episodi com el quart pitjor episodi de tots els Star Trek, basant-se en els rànquings entre un públic i els amfitrions de la discussió en una Convenció Star Trek del 50è aniversari a Las Vegas.
El 2017 ScreenRant va classificar aquest episodi com el quart pitjor episodi de la franquícia Star Trek, inclosa les sèries derivades posteriors.Una classificació dels episodis de la sèrie original feta per Hollywood, va situar aquest episodi com el pitjor.
El 2017, Den of Geek va classificar aquest episodi com el setè pitjor episodi de Star Trek de la sèrie original.